# Il vento caldo dell'estate
Il vento caldo dell'estate è un singolo discografico di Alice pubblicato in Italia nel 1980.

## Tracce
1. Il vento caldo dell'estate – 3:31 (Alice, Messina, Battiato, Pio)
2. Sera – 3:44 (Alice, Battiato, Pio)

## Brani
Il vento caldo dell'estate è una canzone portata al successo da Alice composta per il testo da Franco Battiato insieme alla stessa cantante e per le musiche da Franco Battiato, Giusto Pio e Francesco Messina. Fu pubblicata nel 1980 nell'album Capo Nord e divenne il primo grande successo di Alice.
Il brano raggiunse i primi posti delle classifiche nonostante le sonorità da pop elettronico e le atmosfere cupe alle quali nel 1980 il pubblico italiano era poco avvezzo.
Esistono altre due versioni del brano ma arrangiate diversamente: una è contenuta nel disco Elisir del 1987, l'altra in Personal Juke Box del 2000.
Il vento caldo dell'estate è anche il titolo di una raccolta di successi della cantante pubblicata nel 1994 dalla EMI.